# Hillel Neuer
Hillel C. Neuer (em hebraico:  הלל נוייר; nascido em 1969/1970) é um advogado especialista em direito internacional nascido no Canadá, escritor e diretor executivo da UN Watch, uma ONG de direitos humanos e grupo de vigilância da ONU com sede em Genebra, Suíça.

Neuer é o presidente fundador da Cúpula de Genebra para Direitos Humanos e Democracia, uma coalizão de 25 ONGs de todo o mundo. Ele escreve sobre direito, política e assuntos internacionais para os jornais e revistas International Herald Tribune, Juriste International, Commentary, The New Republic, Christian Science Monitor, e o Jerusalem Center For Public Affairs.
Neuer foi selecionado como um dos "100 judeus mais influentes do mundo" pelo jornal israelense Maariv, e pelo Algemeiner Journal em 2017. Ele é um defensor declarado de Israel e crítico das ações dos conselhos de direitos humanos da ONU.

## Carreira

### Carreira jurídica
Neuer atuou como assistente jurídico da Suprema Corte de Israel e bolsista de pós-graduação no think tank Merkaz Shalem.

### Advocacia para as vítimas de Darfur nas Nações Unidas
Neuer defendeu nas Nações Unidas as vítimas dos direitos humanos em Darfur. Neuer presidiu a Cúpula de Ativistas de ONGs para Darfur em 2007. Ele desafiou o Sudão em 2007 por sua rejeição de especialistas em direitos humanos em Darfur e exigiu justiça para crianças vítimas em Darfur em 2005.  Em agosto de 2007, Neuer foi o orador principal no comício Save Darfur Canada em Montreal, junto com o Gen. Lewis MacKenzie, ex-comandante das forças de paz da ONU nos Balcãs; Prof. Payam Akhavan, professor de direito internacional na McGill e ex-assessor sênior do Promotor-Chefe do Tribunal Penal Internacional; Simon Deng, um cristão negro do sul do Sudão que foi vendido como escravo no norte muçulmano; Miss Mundo Canadá Nazanin Afshin-Jam; e Ayaan Hirsi Ali, autora do livro Infidel. 

### Testemunho dos direitos humanos das Nações Unidas
Neuer representou vítimas de direitos humanos em depoimentos perante o Conselho de Direitos Humanos da ONU, um órgão que ele criticou fortemente. Neuer é conhecido por seu "comentário mordaz" sobre o histórico do conselho de direitos humanos da ONU em direitos humanos.

 Sua defesa aberta da estudante Yevgeniya "Jenya" Taranenko precedeu sua libertação de uma prisão russa. Neuer debateu o embaixador do Zimbábue na ONU na CNN sobre o histórico sombrio de direitos humanos do regime de Mugabe. Em 2007, ele falou pelos árabes, curdos e bahá'ís vítimas de violações de direitos no Irã. Em 2004, ele falou sobre vítimas de tortura e censura na Costa do Marfim, Zimbábue, Cuba, Nepal, Mianmar e Paquistão. Neuer também falou pelas vítimas libanesas dos assassinatos políticos sírios e contra o estupro e escravização de mulheres na Síria e no Iraque; limites sancionados pelo Estado aos movimentos, educação e emprego de mulheres no Irã; e a repressão do discurso na Arábia Saudita.

Neuer é conhecido em particular por criticar a atitude do conselho de direitos humanos em relação a Israel, em sua opinião, o conselho busca "demonizar a democracia israelense, deslegitimar o estado judeu, fazer bode expiatório do povo judeu. Eles também buscam outra coisa: distorcer e perverter a própria linguagem e ideia de direitos humanos."

## Cobertura e recepção
Neuer compareceu perante o Conselho de Direitos Humanos da ONU por uma série de causas, incluindo as vítimas de estupro de Darfur, prisioneiros políticos em Cuba e a paz no Oriente Médio. Ele testemunhou como perito antes de audiências do Congresso dos EUA sobre a reforma da ONU em 2007 e 2011, e é regularmente citado pelos principais meios de comunicação, incluindo o New York Times, Al Jazeera, Die Welt, Le Figaro, Reuters, Al Ahram e Fox News. Neuer debateu questões de direitos humanos da ONU na CNN, BBC e Al Jazeera, e algumas de suas palestras no painel da ONU se tornaram virais. Enquanto trabalhava na Paul, Weiss, Rifkind, Wharton & Garrison, Neuer foi citado pelo Tribunal Federal dos EUA pela alta qualidade de sua advocacia pro bono. 
Em 2017, o Algemeiner Journal o selecionou como uma das "100 pessoas que mais influenciaram positivamente a vida judaica".
Em junho de 2018, Neuer recebeu o título de doutorado honorário mais alto da McGill University, Doutorado em Direito, por seu trabalho na Cúpula de Genebra para Direitos Humanos e Democracia. Ele dedicou o prêmio a dissidentes e presos políticos, entre eles estava o ativista chinês Yang Jianli, que elogiou Neuer como "um dos líderes de direitos humanos mais comprometidos e enérgicos do mundo".